# Golam Ambia
Golam Ambia, född 2 februari 1966, är en friidrottare från Bangladesh. Han deltog vid olympiska sommarspelen 1992.